# Glacera del Calderone
La Glacera del Calderone (Ghiacciaio del Calderone) situada al massís del Gran Sasso d'Itàlia a la regió de l'Abruzzo, Itàlia, està ubicada just al peu del Corno Grande, el cim més alt dels Apenins.
Amb la desaparició de la gelera del Corral del Veleta (37° N) l'estiu de 1913, ubicada a Sierra Nevada (Espanya), "Il Calderone" ha esdevingut la glacera més meridional d'Europa (42° 28′ N, 13° 33′ E). Si el present ritme de fusió del gel continua, ben aviat seguirà el mateix camí del Corral del Veleta.
El 1797, el Calderone tenia un volum estimat d'uns 4 milions de metres cubics de gel; el 1916, el volum de la gelera havia baixat fins a 3.3 milions de metres cúbics i el 1990 ja només era de 360.931 m3 de gel. El 1998 un simposi de glaciòlegs italians a L'Aquila va predir que el Calderone pot fondre's en poques dècades.